# Hans Hermann Schmid
Hans Hermann Schmid (* 23. Januar 1884 in Wien; † 23. Oktober 1963 in Rostock) war ein deutscher Frauenarzt.
Er war ein Sohn des Wiener Kunstmalers Julius Schmid. Das Medizinstudium in Wien und Heidelberg schloss H.H. Schmid 1907 in Wien mit der Promotion ab und habilitierte sich 1919 für Geburtshilfe und Gynäkologie an der Deutschen Universität Prag. Dort wurde er 1924 außerordentlicher Professor. Seit 1925 war er Direktor der Städtischen Frauenklinik und seit 1930 der staatlichen Hebammen-Lehranstalt in Reichenberg, arbeitete seit 1938 in einer Privatpraxis und war 1946 bis 1957 Ordinarius für Geburtshilfe und Gynäkologie sowie Leiter der Universitäts-Frauenklinik und Frauenpoliklinik in Rostock. Vom 28. Februar 1948 bis 6. Februar 1949 war H.H. Schmid Rektor der Universität Rostock.

## Werke
- Scheidenbildung aus dem s-förmigen Dickdarm. VEB G. Fischer, 1956
- Die Wechseljahre der Frau. VEB Verlag Volk und Gesundheit Berlin, 1961